# Anthospermum ibityense
Anthospermum ibityense är en måreväxtart som beskrevs av Christian Puff. Anthospermum ibityense ingår i släktet Anthospermum och familjen måreväxter. Inga underarter finns listade i Catalogue of Life.